# Pěší zóna

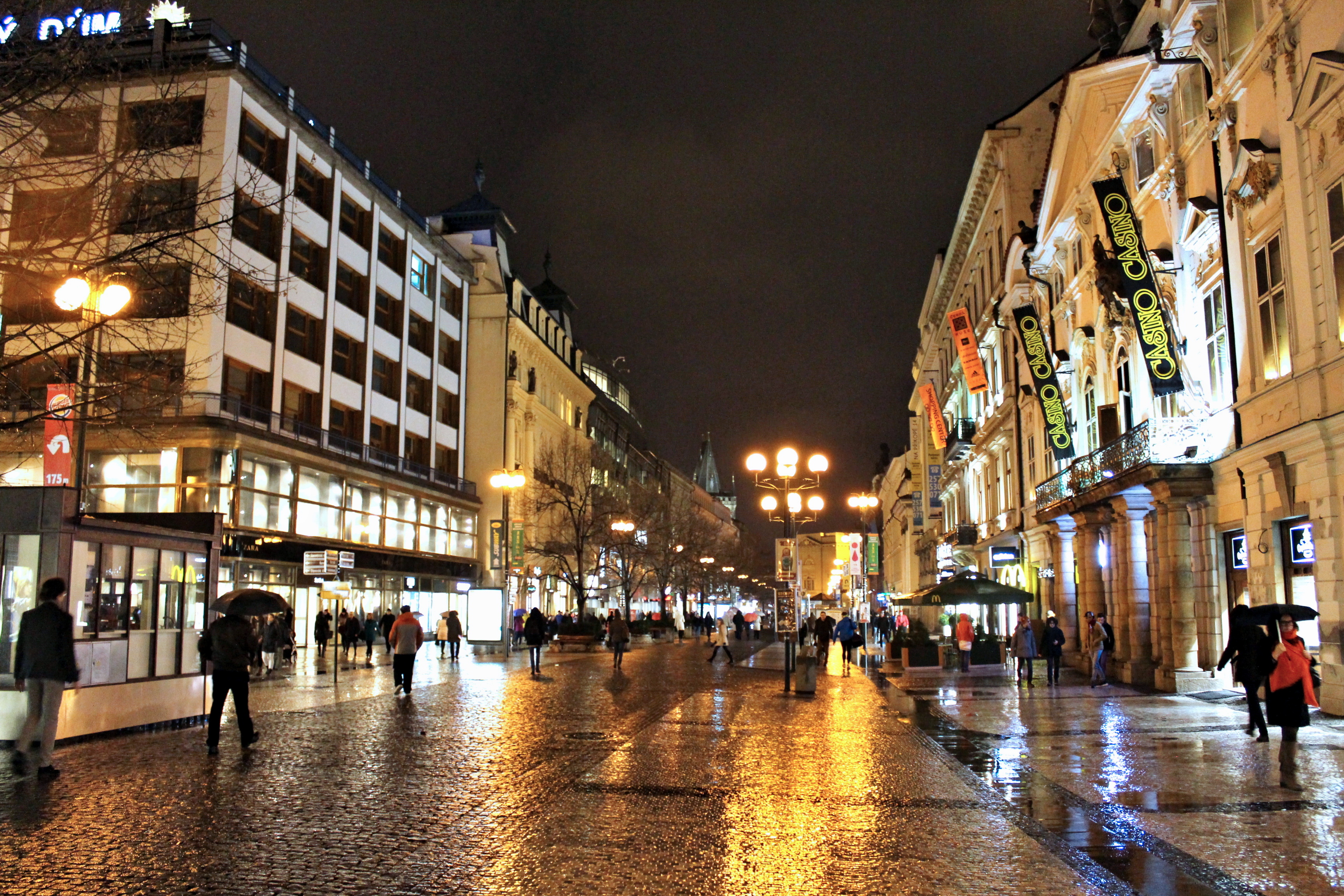
Pěší zóna v ulici Na příkopě v Praze

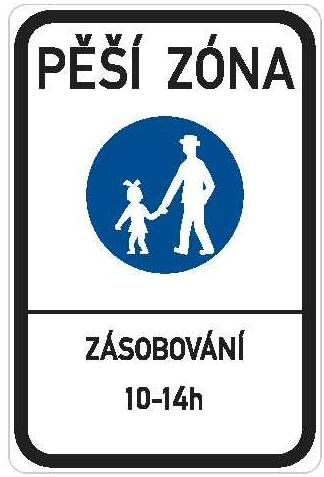
Česká dopravní značka IZ 6a „Pěší zóna“.

Pěší zóna je oblast, ve které smějí chodci užívat pozemní komunikaci v celé její šířce. Její začátek je označen dopravní značkou „Pěší zóna“ a konec je označen dopravní značkou „Konec pěší zóny“. Do pěší zóny je povolen vjezd jen vozidlům vyznačeným ve spodní části dopravní značky, zpravidla cyklistům a dopravní obsluze. Do pěší zóny mohou také vjet automobily označená parkovacím průkazem ZTP/P, ale pouze v jednotlivých a naléhavě nutných případech (§ 67 zákona č. 361/2000 Sb). V pěší zóně smí řidič jet rychlostí nejvýše 20 km/h. Přitom musí dbát zvýšené ohleduplnosti vůči chodcům, které nesmí ohrozit; v případě nutnosti musí zastavit vozidlo. Stání je dovoleno jen na místech označených jako parkoviště. V pěší zóně musí chodci umožnit vozidlům jízdu. Za řidiče se považuje i řidič tramvaje.
Jedny z nejznámějších pěších zón v Česku jsou v Praze Na Můstku a Na příkopě. Přestože do takovýchto ulic není dovolen vjezd vozidel, existují i výjimky, jako je např. pěší zóna s tramvajemi, kde mezi chodci přímo jezdí tramvaj (křižovatka Anděl v Praze nebo náměstí Svobody a ulice Masarykova v Brně).
Pro navrhování pěších zón existuje technický předpis ministerstva dopravy.